# Flugunfall einer Swearingen Metro der Lone Star Airlines 1992
Der Flugunfall einer Swearingen Metro der Lone Star Airlines 1992 ereignete sich am 25. August 1992 im amerikanischen Bundesstaat Arkansas. An diesem Tag verunglückte eine Swearingen SA227-AC Metro III kurz nach dem Start zu einem Trainingsflug, nachdem die Steuerseile für die Querruder erneuert und fehlerhaft wieder zusammengefügt worden waren. Bei dem Unfall starben die drei Besatzungsmitglieder an Bord, die Maschine wurde völlig zerstört.

## Flugzeug
Bei der Maschine handelte es sich um eine 1982 gebaute Swearingen SA227-AC Metro III mit der Werknummer AC-545. Die Maschine wurde zunächst mit dem Luftfahrzeugkennzeichen N31107 zugelassen. Im Januar 1983 wurde die Maschine an Wings West Airlines ausgeliefert, wobei sie am 25. Februar 1983 auf die MCC Financial Corp. Mclean in Virginia als neuen Leasinggeberin übertragen wurde. Im Oktober 1987 wurde die Maschine auf das Kennzeichen N342AE umgeschrieben.
Im Oktober 1991 wurde die Maschine an den neuen Leasinggeber Metro Credit zurückgegeben. Das zweimotorige Regionalverkehrsflugzeug war mit zwei Turboproptriebwerken des Typs Garrett TPE331-11U ausgestattet. Bis zum Zeitpunkt des Unfalls hatte die Maschine 19.889 Betriebsstunden absolviert.

## Besatzung
An Bord befanden sich drei Besatzungsmitglieder, ein Flugkapitän, ein Erster Offizier und ein Flugmechaniker. Der 25-jährige Flugkapitän verfügte über 2.828 Stunden Flugerfahrung, von denen er 667 Stunden im Cockpit der Swearingen Metro absolviert hatte.

## Unfallhergang
Die Maschine hatte einen obligatorischen Austausch aller primären Flugsteuerseile (Lufttüchtigkeitsanweisung 87-02-02) durchlaufen und war für einen Testflug vorbereitet worden. Nach dem Abheben beobachteten Zeugen, wie das Flugzeug schnell nach rechts rollte, bis es mit der rechten Tragflächenspitze voran auf dem Boden aufprallte.

## Unfallursachen
Die Untersuchung des Wracks ergab, dass bei der Verlegung des ersetzten Flugsteuerseils an beiden Steuersäulen versehentlich eine halbe Umdrehung ausgelassen wurde, was dazu führte, dass die Querruder umgekehrt zur befohlenen Eingabe arbeiteten. Der Passagier der Maschine war der Qualitätskontrollinspektor, der die durchgeführten Wartungsarbeiten überprüft und gegengezeichnet hatte. Anderen Mitarbeitern des Unternehmens zufolge hatte er die Besatzung vor dem Flug über den Zweck des Testflugs und den Umfang der Wartungsarbeiten am Flugzeug informiert. Alle drei Insassen kamen ums Leben.
Als Unfallursache wurde eine unzureichende Wartung und Inspektion durch das Wartungspersonal des Betreibers sowie das Versäumnis des verantwortlichen Piloten festgestellt, die ordnungsgemäße Bewegungsrichtung der primären Flugsteuerflächen der Maschine sicherzustellen, nachdem er über die Art der durchgeführten Wartung informiert wurde.